# Czakó Klára
Czakó Klára (Kecskemét, 1948. január 18. – 2014. december 23.) magyar színésznő.

## Életpályája
Amatőr színjátszóként kezdte pályafutását. 1971–1975 között, valamint 1976–1990 között a kaposvári Csiky Gergely Színház tagja volt. 1975–1976 között a debreceni Csokonai Színház színművésze volt. 1983–1985 között a Radnóti Miklós Színházban is látható volt. 1991-től szabadúszó. 1993-tól súgó, de tucatnyi szerepet is játszott budapesti Katona József Színházban. Találkozhattunk nevével a TÁP Színház produkcióban is.

## Színházi szerepei
- Kálmán Imre: Cigányprímás....Yvette
- Sütő András: Pompás Gedeon....Cilike
- Brecht: Koldusopera....3. lány
- Giraudoux: Trójában nem lesz háború....Irisz
- Csiky Gergely: A nagymama....Vilkey Berta
- Molière: Tartuffe....Flipote
- Katajev: A műveltség netovábbja....Kalerija
- Burkhard: Tűzijáték....Paula
- Barta Lajos: Szerelem....Cseléd Szalayéknál
- Sütő András: Egy lócsiszár virágvasárnapja....Antónia
- Vekerdy Tamás: Jelenetek Rákóczi életéből....
- Dumas: Három testőr, avagy tartsuk be a játékszabályokat (ha lehet)....Első szolgáló
- Dosztojevszkij: Ördögök....Marja Satova
- Wesker: A konyha....Daphne
- Henderson: Diákszerelem....Millie
- Kálmán Imre: A Montmartre-i ibolya....Margot
- Collodi: Pinokkio....Kanóc
- William Shakespeare: Szeget szeggel....Júlia; Tekeriné asszony
- Fall: Pompadour....Caroline
- Csepreghy Ferenc: Piros bugyelláris....Menczi
- Rostand: Cyrano de Bergerac....Liza
- Szirmai Albert: Mágnás Miska....Leány
- Ödön von Horváth: Mesél a bécsi erdő....Emma; Nagynéni
- Molière: Képzelt beteg....Béline
- Szigligeti Ede: Liliomfi....Szomszédasszony
- Móricz Zsigmond: Rokonok....Adélka
- Foster: I. Erzsébet....Pata Sola; Nap; Hugenotta; Angol hajó
- Brecht: A szecsuáni jólélek....Sin
- Bernstein: Candide....Thunder-ten-tronckh báróné; Szajha a cartagenai kormányzó oldalán; Kerítőnő; Boldog bárány El Doradóban
- Gombrowicz: Esküvő....Katarzyna
- Braden: Silver Queen Szalon....Legalon
- Spiró György: Hajrá, Samu!....Mama
- Kander-Ebb: Kabaré....Schneider kisasszony
- Arden: Élnek, mint a disznók (Gyöngyélet)....Kárász mama
- Voskovec-Werich: A nehéz Barbara....Gréte
- Kálmán Imre: Marica grófnő....Bosena
- Kander-Ebb: Chicago....Mona
- Thomas: Szegény Dániel....Az ápolónő
- Victor Hugo: A királyasszony lovagja....Albuquerque hercegnő
- Svarc: Hókirálynő....Hókirálynő
- Weiss: Jean Paul Marat üldöztetése és meggyilkolása, ahogy a charentoni elmegyógyintézet színjátszói előadják de Sade úr betanításában....Popó
- Feydeau: Tökfilkó....Pinchardné
- O'Neill: Irány keletnek, Cardiff....
- O'Neill: Hosszú az út hazafelé....
- O'Neill: A kötél....
- William Shakespeare: III. Richárd....Margit
- Illyés-Litvai: Szélkötő Kalamona....Rontó anyja
- Horváth Péter: A farkas szempillái....Szomszéd asszonyság; Fogadósné; Jamauba
- Novák János: Lumpáciusz Vagabundusz vagy a három jómadár....A grófné
- Weöres Sándor: Bolond Istók....
- Kiss Anna: Bolondmalom....Varjú
- Fielding: Tom Jones....Miss Western
- Barrie: Pán Péter....Mrs. Darling
- Kornis Mihály: Kozma....Tropa Mami
- Fellini: Etűdök a szerelemről....1. punk lány
- Carlo Goldoni: Velencei terecske....Orsola
- Ács János: Egy kiállítás képei....Anya
- Erdman: Az öngyilkos....Öregasszony
- Gombrowicz: Yvonne, burgundi hercegnő....2. nagynéni
- Kárpáti Péter: Akárki....Hölgy
- Molière: A fösvény....Asszonyság
- Kleist: Az eltört korsó....Liza
- Orwell: Állatfarm....Asszony
- Szigarjev: Fekete tej....
- Csehov: Ivanov....2. vendég
- William Shakespeare: Troilus és Cressida....Calchas
- Brecht: Násztánc (Kispolgári nász)....
- Molière: A nagy Sganarelle és tsa....
- Hamsun: Éhség....
- Gorkij: Kispolgárok....Egy asszony

## Filmjei
- A kétfenekű dob (1978)
- A tökfilkó (1982)
- Idő van (1986)
- Túsztörténet (1989)
- A legényanya (1989)
- Sose halunk meg (1993)
- Nincsen nekem vágyam semmi (2000)
- Szép napok (2002)
- Decameron 2007 (2007)
- Tűzvonalban (2007)
- Holnapelőtt (2009)